# La fine del mondo (Gianna Nannini)
«La  fine  del   mondo» es un sencillo de la cantante italiana Gianna Nannini, presentada en la radio italiana el 7 de diciembre de 2012, como el primer sencillo de su nuevo álbum de estudio titulado Inno.

## Producción
La fine del mondo ha sido compuesta por Gianna Nannini y grabada en los estudios Abbey Road en Londres con la orquesta de London Studio dirigida por Will Malone con la utilización de arcos y guitarras.

## Videoclip
El videoclip se centra en la historia de una pareja, en el momento en que los protagonistas se encuentran,el intercambio de la primera vista, hasta que ambos tienen el coraje de decir, por primera vez, la fatídica palabra: "Te amo".